# Stefanie von Berg

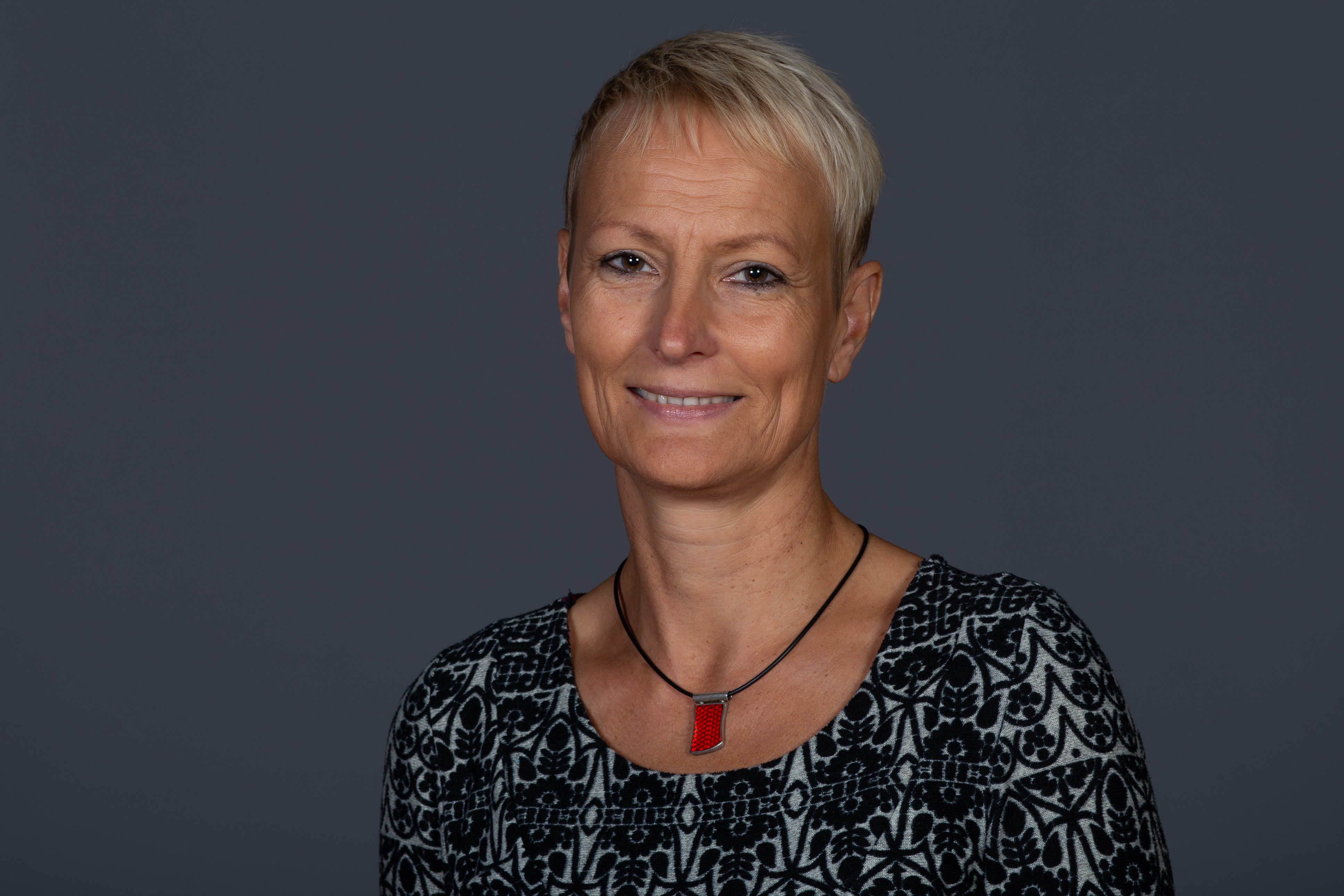
Stefanie von Berg (2018)

Stefanie von Berg (* 16. August 1964 in Göttingen) ist eine deutsche Politikerin (Bündnis 90/Die Grünen). Von 2011 bis 2018 war sie Mitglied der Hamburgischen Bürgerschaft. Von 2019 bis 2025 war sie Bezirksamtsleiterin des Bezirks Altona. Seit 2025 ist sie Staatsrätin für Umwelt und Agrarwirtschaft in der Behörde für Umwelt, Klima, Energie und Agrarwirtschaft der Freien und Hansestadt Hamburg.

## Leben
An den Grundschulbesuch in Göttingen, unterbrochen durch einen einjährigen Aufenthalt der Familie in New York, schlossen sich Schulbesuch und Abitur 1983 in Rotenburg an der Wümme an. Danach absolvierte sie eine Ausbildung zur Arzthelferin.
Stefanie von Berg absolvierte von 1985 bis 1989 an der Universität Osnabrück ein Lehramtsstudium in der beruflichen Fachrichtung Gesundheit und im Unterrichtsfach Englisch. Ein Referendariat in Hannover schloss sich an. Danach war sie bis 1998 an der Berufsbildenden Schule Verden an der Aller tätig. Berg wurde 2000 an der Ernst-Moritz-Arndt-Universität Greifswald mit einer Dissertation über „Uncomfortable Mirror: (De-)Kolonisation in Gedichten zeitgenössischer nordamerikanischer indigener Autorinnen 1973–1997“ promoviert.
Am Studienseminar Stade war sie seit 1997 Fachleiterin für das Fach Englisch, seit 2003 auch für das Fach Gesundheit, ab 2004 leitete sie das Seminar.

## Politik

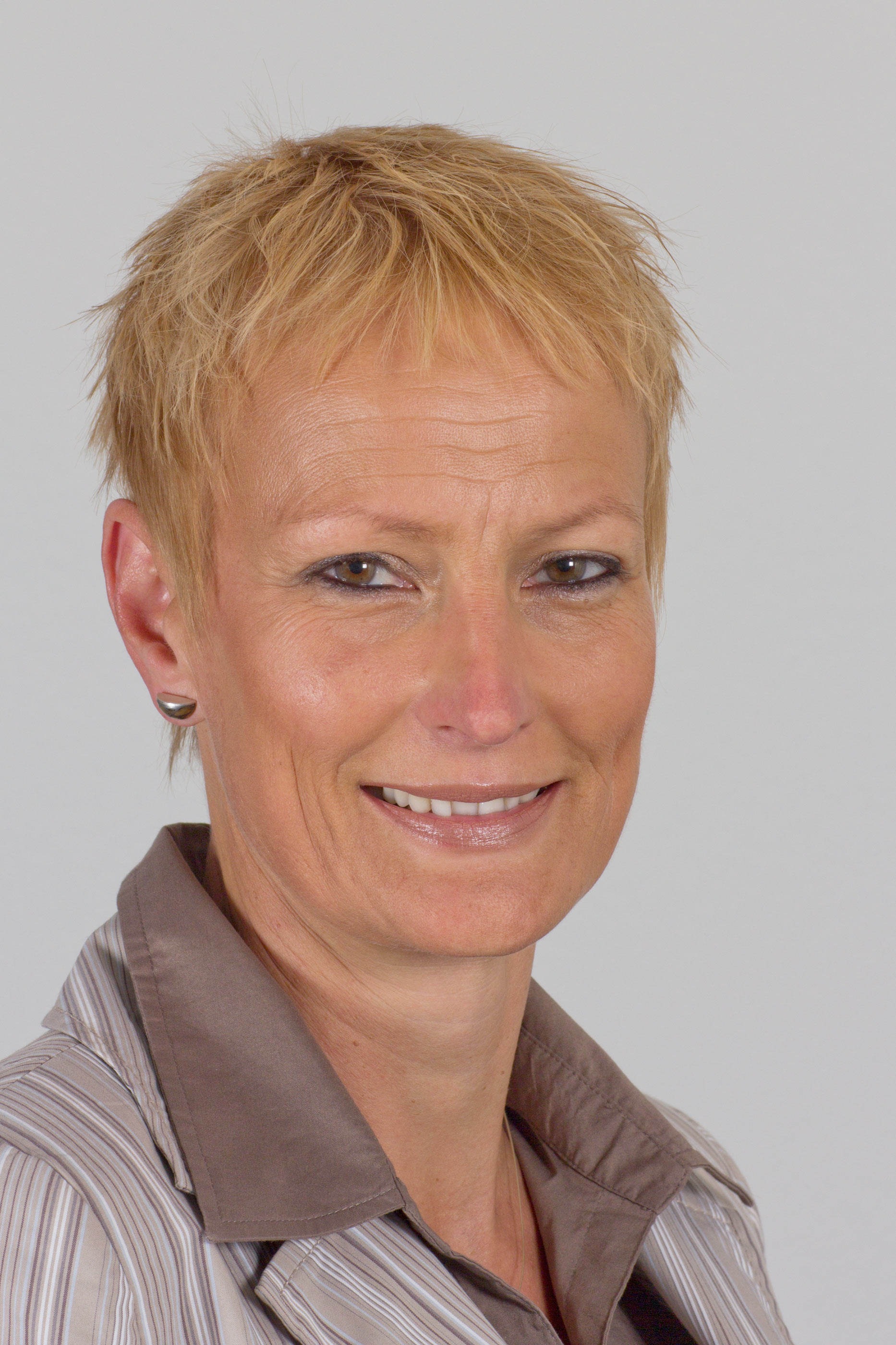
Stefanie von Berg (2011)

Stefanie von Berg wurde 2011 im Wahlkreis Stellingen – Eimsbüttel-West in die Bürgerschaft gewählt. In der grünen Fraktion war sie Fachsprecherin für die Themen Schule und Berufsbildung, Inklusion und Religion.
Bei der Bürgerschaftswahl 2015 errang von Berg ein Direktmandat in ihrem Wahlkreis und war ab März 2015 Mitglied der 21. Hamburgischen Bürgerschaft.
Im Herbst 2015 wurde eine zugespitzte Äußerung von Bergs Gegenstand eines Shitstorms. Am 11. November sagte sie in der Bürgerschaft in einer bildungspolitischen Debatte: „Ich bin der Auffassung, dass wir in 20, 30 Jahren gar keine ethnischen Mehrheiten mehr haben in unserer Stadt.“ und nahm damit Bezug auf Ergebnisse der Migrationsforschung. In Richtung AfD fügte sie noch an: „Das ist gut so!“ Ein Film mit diesem Statement wurde auf die Facebook-Seite der AfD-Fraktion gestellt, von dort aus vielfach weitergeleitet und mit über 500 Beleidigungen, Hassbotschaften und Todesdrohungen gegen Berg kommentiert. Der AfD-Fraktionsvorsitzende Jörn Kruse bat von Berg, die gegen dreizehn der Kommentatoren Strafanzeige erstattete, um Entschuldigung.
Zusammen mit Ralph Raule, damals Vorsitzender des Gehörlosenverbands Hamburg e. V., war sie maßgeblich daran beteiligt, dass in den Koalitionsvertrag von SPD und Grünen aufgenommen wurde, Deutsche Gebärdensprache als Wahlpflichtfach zu ermöglichen. Der entsprechende Antrag dazu wurde im Juli 2015 angenommen.
Zum 1. November 2018 legte sie ihr Bürgerschaftsmandat nieder. Am 26. September 2019 wurde von Berg durch die Bezirksversammlung des Bezirks Altona als neue Bezirksamtsleiterin gewählt. Sie erhielt 33 von 45 Stimmen bei zwei Enthaltungen und zehn Nein-Stimmen. Sechs Abgeordnete fehlten bei der Wahl. Neben den Grünen und der SPD hatte sich auch die CDU für ihre Wahl ausgesprochen. Danach wurde von Berg durch den Senat der Freien und Hansestadt Hamburg ernannt und trat zum 2. Dezember 2019 das Amt als Nachfolgerin von Liane Melzer an. Sie amtierte bis Ende Mai 2025.
Am 1. Juni 2025 wurde von Berg zur Staatsrätin für Umwelt und Agrarwirtschaft in der Behörde für Umwelt, Klima, Energie und Agrarwirtschaft ernannt.